# Purrel Fränkel
Purrel Fränkel (Paramaribo, Surinam; 8 de octubre de 1976) es un exfutbolista nacionalizado neerlandés que jugaba como defensa. Su último club fue el De Graafschap de la Eredivisie de los Países Bajos.

## Carrera
Fränkel debutó profesionalmente en la temporada 1994-1995 siendo parte del Stormvogels Telstar. Jugó un tiempo en el De Graafschap antes de ser traspasado al Vitesse.
El año 2003 marcó un autogol en un partido contra el FC Twente habiendo comenzado el partido 19 segundos antes. Este fue un récord histórico en la Eredivisie , pero tres años después, Arnold Kruiswijk jugando por el FC Groningen en un partido contra el Heracles Almelo anotó un autogol 9 segundos después de haber empezado el partido, batiendo el negativo récord de Fränkel.
En marzo de 2009 fue suspendido un mes por la Federación de Fútbol de los Países Bajos después de dar positivo por Marihuana. En el 2012 tras el descenso del De Graafschap a la Eerste Divisie decidió retirarse.

## Clubes
| Club          | País         | Año         |
| ------------- | ------------ | ----------- |
| Telstar       | Países Bajos | 1994 - 1998 |
| De Graafschap | Países Bajos | 1998 - 2002 |
| Vitesse       | Países Bajos | 2002 - 2007 |
| De Graafschap | Países Bajos | 2007 - 2012 |